# Farga Rossell

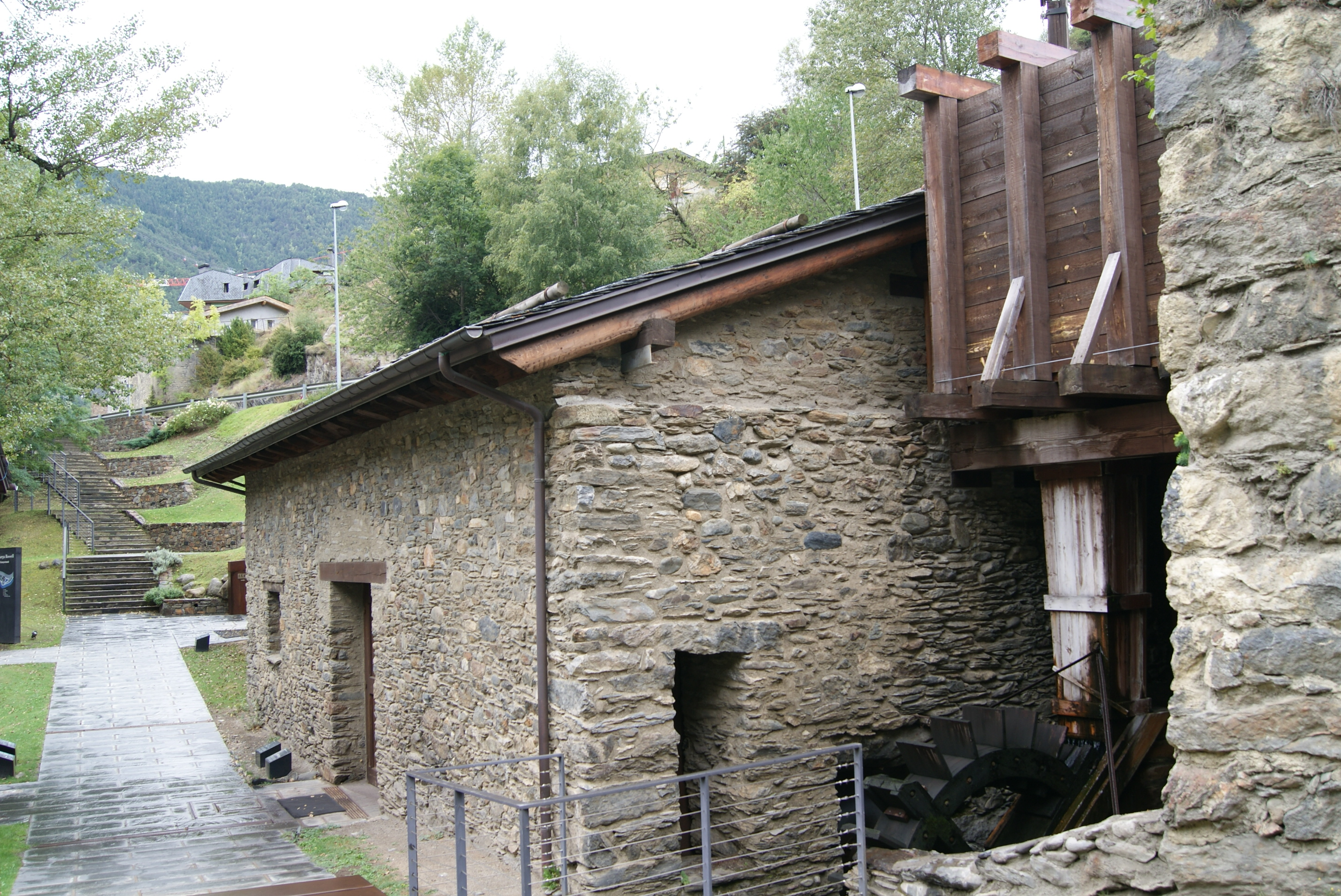
Außenansicht Farga Rossell

Farga Rossell ist eine wasserbetriebene Hammerschmiede in Andorra; sie befindet sich im Gebiet von La Massana und ist heute als Museum ein Teil des Informationszentrums für Eisen (Centro de Interpretación).

## Geschichte
Zwischen dem 17. und 19. Jahrhundert war das Tal in Andorra ein Gebiet mit einer bedeutenden Eisenindustrie. Farga Rossell wurde zwischen 1842 und 1846 erbaut. Das Hammerwerk wird durch den Fluss Riu Valira del Nord  über ein dem Wasserrad vorgelagertes Staubecken angetrieben.
Die Rossell-Hammerschmiede ist eines der am besten bewahrten Beispiele für diese Periode der Eisenindustrie in den Pyrenäen. Anfang des 19. Jahrhunderts wurde auf Grund der schwierigen Abbaubedingungen die Eisenindustrie in Andorra aufgegeben und ist heute fast in der Bedeutungslosigkeit verschwunden.

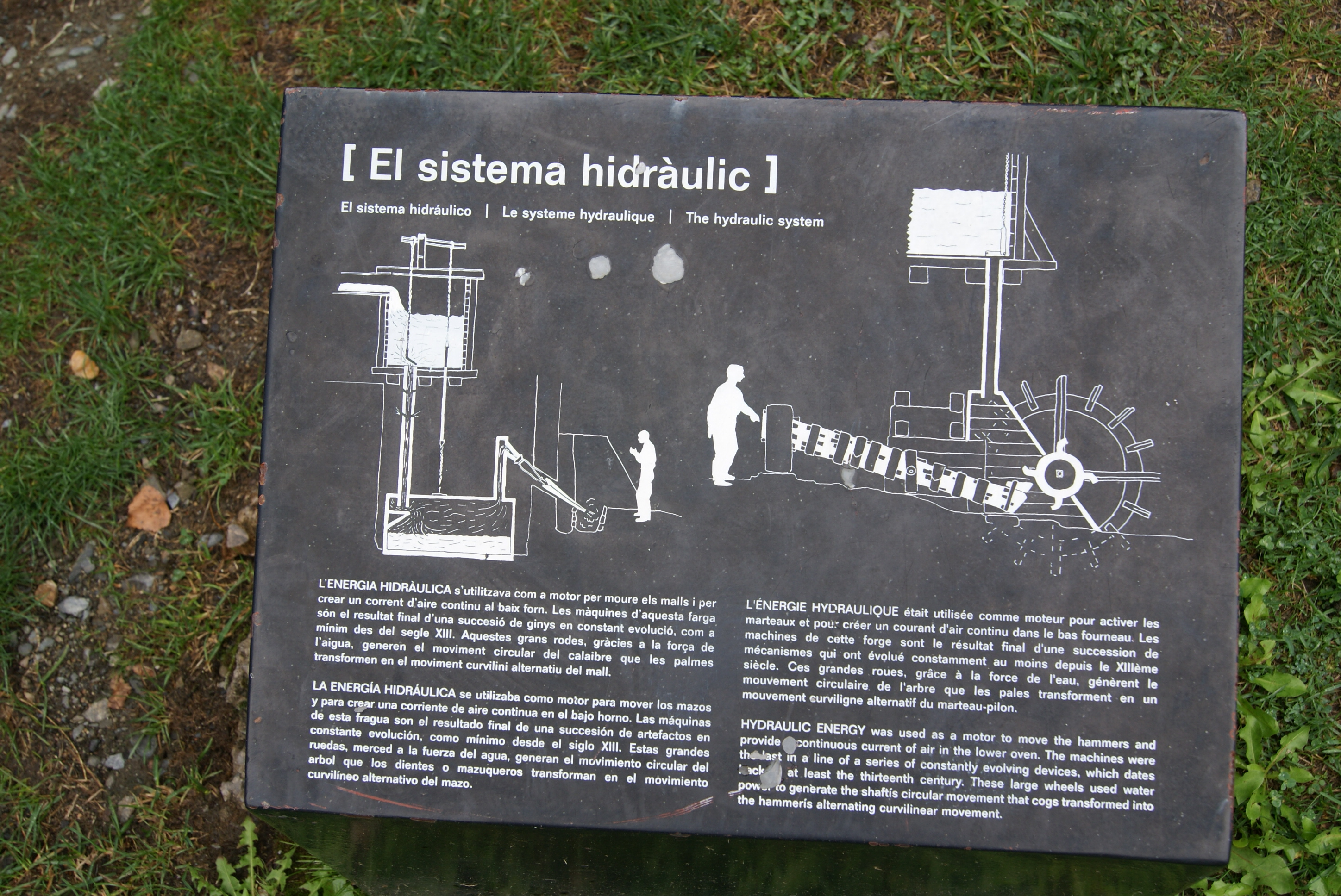
Funktionsschema der Farga Rossell

Das Eisenmuseum, das sich mit der Produktion von Eisen in Andorra in vergangenen Zeiten und heute beschäftigt, wurde als Informationszentrum für Eisen eingerichtet. Die Route des Eisens, die zur Schmiede von Rossell führt, befindet sich auf dem Weg von Arans nach Llorts. Entlang des Weges stehen Skulpturen, die auf die Tradition des Eisens in Andorra hinweisen. In dem Dorf Llorts selbst gibt es noch Minen, in denen das Erz früher gewonnen wurde. Die Schmiede mit dem angrenzenden Gebäude ist denkmalgeschützt und seit 12. Juni 2003 auf der Gesetzesgrundlage Llei del patrimoni cultural d’Andorra eingetragen.